# Уреаза

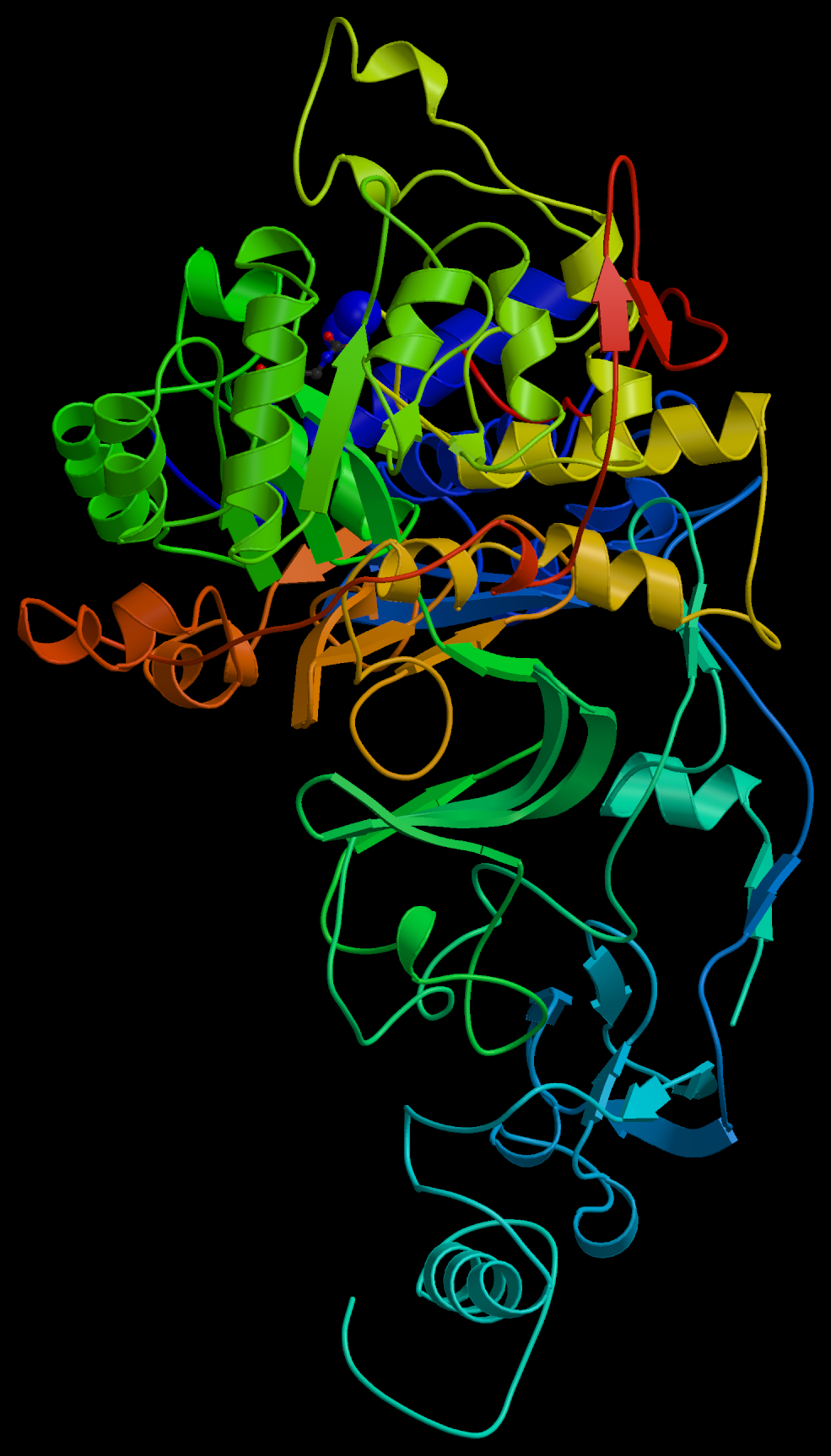
Молекулярная модель уреазы бактерии Helicobacter pylori

Уреаза (от греч. ούρον — моча и -аза — стандартный аффикс биохимической номенклатуры, указывающий на принадлежность вещества к классу ферментов) — гидролитический фермент из группы амидаз, обладающий специфическим свойством катализировать гидролиз мочевины до диоксида углерода и аммиака:
CO(NH2)2 + H2O → CO2 + 2NH3
Уреаза обнаружена в бактериях (например, у уробактерий), дрожжах, растениях (особенно много её содержится в семенах сои), а также у ряда беспозвоночных; в клетках животных, у которых в качестве основного продукта азотистого обмена образуется мочевина, уреаза отсутствует. В организме человека и животных уреаза образуется бактериальной флорой.
В 1926 году американский биохимик Джеймс Самнер доказал, что уреаза —- это белок.

## Характеристики
- Молекулярная масса: 480 000 а. е. м.
- Оптимальный водородный показатель (pH): 7,4
- Оптимальная температура: 60 °C
- Ингибиторы: тяжёлые металлы (Pb2+), пероксид водорода, ацетогидроксамовая кислота. Реактивация уреазы, ингибированной тяжелыми металлами возможна при взаимодействии с этилендиаминтетрауксусной кислотой.
- Ферментативная специфика: мочевина и гидроксимочевина.

Уреаза состоит   из  двух субъединиц (α и β), соединённых в димеры, которые, в свою очередь,  соединяются друг с другом в тримеры (αβ)3. Тримеры формируют особую сложную  структуру ((ab)3)4. Необычная уреаза была найдена у Helicobacter pylori, у которой  4 из 6 обычных субъединиц фермента объединены общий комплекс из 24 субъединиц (α12β12). Считается, что этот надмолекулярный комплекс обеспечивает дополнительную  стабильность фермента у этой бактерии, которая производит аммиак для того, чтобы нейтрализовать соляную кислоту желудочного сока. Наличие высокой активности уреазы используется как диагностический признак бактерий Helicobacter и Ureaplasma urealyticum.

## Использование в диагностике
Некоторые болезнетворные микроорганизмы желудочно-кишечного тракта и мочевыводящих путей вырабатывают уреазу, что позволяет использовать уреазный тест (в совокупности с другими критериями) для их идентификации, а при определенных обстоятельствах и для полуколичественного определения.
Известны лабораторные методы определения содержания мочевины в моче, основанные на её гидролизе в присутствии соевой уреазы с последующим измерением количества аммиака, выделившегося в результате реакции.

## Другие способы использования
Биосенсоры на основе уреазы для обнаружения тяжёлых металлов использовались для количественной оценки общего загрязнения воды ионами тяжёлых металлов. 